# محمدباقر بهرامی
محمدباقر بهرامی (زادهٔ ۱۳۳۴ در اسدآباد) نمایندهٔ حوزهٔ انتخابیهٔ اسدآباد در دورهٔ هفتم مجلس شورای اسلامی بوده‌ است. وی پیش‌تر در دورهٔ چهارم شهرستان اسدآباد نیز عضو این مجلس بود.
وی در دولت دهم، سفیر تام الاختیار ایران در جمهوری آذربایجان بوده است.
بهرامی در حال حاضر ریاست دانشکده علوم سیاسی دانشگاه آزاد اسلامی تهران مرکز را بر عهده دارد.